# Ipiq-Adad II
Ipiq-Adad II was ca. 1857-1817 v.Chr. (middenchronologie) koning van Ešnunna.
Hij vergrootte het machtsgebied van zijn stad door Tell Haddad (es-Sib) en, verder noordelijk, Arrapha te veroveren. Hij werd echter verslagen door de Elamieten (onder Siruk-tuḫ?) voordat dezen Arrapha veroverden.